# Disney Magazine
Disney Magazine était un magazine trimestriel officiel publié par la Walt Disney Company lancé en décembre 1965 sous le nom Disney News et publié jusqu'en avril 2005. Le Disney Magazine, était sous titré le « Magazine officiel des familles du Magic Kingdom Club ». Il était envoyé gratuitement aux membres du Magic Kingdom Club (MKC).
Un nouveau club officiel et une publication associée ont été lancés en 2009, le D23 et le magazine trimestriel Disney twenty-three.

## Histoire
Le magazine a été lancé en décembre 1965 sous le nom de Disney News. Le premier numéro faisait 16 pages et la couverture présentait Walt Disney entouré de plusieurs personnages costumés comme Mickey Mouse et Minnie Mouse devant le château de la Belle au bois dormant de Disneyland. Il était offert gratuitement au membre du programme Magic Kingdom Club. Initialement ce club permettait aux résidents du sud de la Californie d'avoir un prix d'entrée réduit dans le parc californien.
L'impression de 16 pages contenait des informations sur ce qui se passait dans le parc, les dates de visite, les prix des billets et les événements spéciaux pour les membres du club. C'est le seul numéro du magazine avec Walt en couverture de son vivant. Walt est décédé le 15 décembre 1966 des suites d'un cancer du poumon. Sa mort est survenue peu de temps après l'annonce du Projet Florida qui serait à Orlando. Le magazine n'a jamais fait de déclaration officielle sur la mort de Walt Disney.
Par la suite le magazine a été mis en vente publiquement par abonnement et proposé à un prix réduit aux membres du Magic Kingdom Club. La publication était couplée avec le magazine Disneyland Vacationland, lancé en 1956 et consacré à Disneyland en Californie.
Lorsque le complexe de Walt Disney World a ouvert ses portes en 1971, le programme est étendu au niveau national, à la fois pour les entrées moins chères et le magazine, mais aussi des nouveaux avantages comme des forfaits vacances, proposés par la Walt Disney Travel Company.
Durant l'année 1977, le Disney Magazine est publié comme un cadeau par Procter & Gamble qui l'offre contre l'achat de certains produits. Neuf numéros sont publiés constitués d'histoires et articles repris des numéros des années 1950 et de la série The Wonderful World of Disney Magazine de 1969-1970 édité par Gulf Oil.
Bob Baldwin a dirigé de 1978 à 1994 le Magic Kingdom Club et donc la publication de Disney News. Il a passé la plupart de son temps au Japon et en Europe pour assister à la construction de Tokyo Disneyland et Disneyland Paris.
En mars 1994, la publication change de nom pour The Disney Magazine afin de mieux refléter la taille et le contenu du magazine. Le nom est abrégé durant l'été 1996 en Disney Magazine.

### Fin du magazine
Lorsque Disney a décidé de fermer le MKC en janvier 2001, le magazine a continué à être publié mais le nombre de tirages a baissé.
La publication s'est terminée avec le numéro d'été 2005. Les abonnés se sont vu proposer des abonnements à FamilyFun ou à Disney Adventures, ou des remboursements. Le site Web du magazine a déclaré que la fin était due à une augmentation du nombre de personnes choisissant de trouver des informations sur Internet, et donc à un manque de lectorat.
Toutefois le 10 mars 2009 lors de la réunion annuelle des actionnaires de la Walt Disney Company,  Robert Iger annonce la création d'un nouveau fan club nommé D23 qui propose une convention (annuelle puis biannuelle) et un magazine trimestriel, Disney twenty-three,,.